# Collegio uninominale Toscana - 01 (Camera dei deputati 2020)
Il collegio elettorale uninominale Toscana - 01 è un collegio elettorale uninominale della Repubblica Italiana per l'elezione della Camera dei deputati.

## Territorio
Come previsto dalla legge n. 51 del 27 maggio 2019, il collegio è stato definito tramite decreto legislativo all'interno della circoscrizione Toscana.
È formato dal territorio dell'intera provincia di Grosseto (28 comuni) e dell'intera provincia di Siena (35 comuni).
Il collegio è parte del collegio plurinominale Toscana - 02.

## Eletti
| Elezione | Elezione | Deputato       | Partito           |
| -------- | -------- | -------------- | ----------------- |
|          | 2022     | Fabrizio Rossi | Fratelli d'Italia |

## Dati elettorali

### XIX legislatura
Come previsto dalla legge elettorale, 147 deputati sono eletti con sistema a maggioranza relativa in altrettanti collegi uninominali a turno unico.
| Candidati                                 | Candidati                | Voti    | %     | Liste                          | Voti    | %     |
| ----------------------------------------- | ------------------------ | ------- | ----- | ------------------------------ | ------- | ----- |
|                                           | Fabrizio Rossi ✔️ Eletto | 98 659  | 40,73 | Fratelli d'Italia              | 68 351  | 28,22 |
| Lega per Salvini Premier                  | Fabrizio Rossi ✔️ Eletto | 98 659  | 40,73 | 15 347                         | 6,34    |       |
| Forza Italia                              | Fabrizio Rossi ✔️ Eletto | 98 659  | 40,73 | 13 805                         | 5,70    |       |
| Noi moderati/Lupi - Toti - Brugnaro - UDC | Fabrizio Rossi ✔️ Eletto | 98 659  | 40,73 | 1 156                          | 0,48    |       |
|                                           | Enrico Rossi             | 82 107  | 33,89 | Partito Democratico-IDP        | 64 712  | 26,71 |
| Alleanza Verdi e Sinistra                 | Enrico Rossi             | 82 107  | 33,89 | 9 865                          | 4,07    |       |
| +Europa                                   | Enrico Rossi             | 82 107  | 33,89 | 6 424                          | 2,65    |       |
| Impegno Civico - Centro Democratico       | Enrico Rossi             | 82 107  | 33,89 | 1 106                          | 0,46    |       |
|                                           | Luca Giacomelli          | 25 118  | 10,37 | Movimento 5 Stelle             | 25 118  | 10,37 |
|                                           | Stefano Scaramelli       | 22 106  | 9,13  | Azione - Italia Viva - Calenda | 22 106  | 9,13  |
|                                           | Federico Celentano       | 4 532   | 1,87  | Italexit                       | 4 532   | 1,87  |
|                                           | Salvatore Allocca        | 4 358   | 1,80  | Unione Popolare                | 4 358   | 1,80  |
|                                           | Roberto Fabbri           | 3 836   | 1,58  | Italia Sovrana e Popolare      | 3 836   | 1,58  |
|                                           | Federico Zacchei         | 1 525   | 0,63  | Vita                           | 1 525   | 0,63  |
| Totale                                    | Totale                   | 242 241 | 100   |                                | 242 241 | 100   |
|                                           |                          |         |       |                                |         |       |
| Schede bianche                            | Schede bianche           | 3 668   | 1,45  |                                |         |       |
| Schede nulle                              | Schede nulle             | 7 662   | 3,02  |                                |         |       |
| Votanti                                   | Votanti                  | 253 571 | 68,54 |                                |         |       |
| Elettori                                  | Elettori                 | 369 982 |       |                                |         |       |